# متيوة الشرقية (زومي)
متيوة الشرقية هي إحدى مشيخات المملكة المغربية، تتبع جغرافيا لإقليم وزان وإداريًا لزومي. يقدر عدد سكانها بـ 6442 نسمة حسب الإحصاء الرسمي للسكان والسكنى لسنة 2004.